# Christa Hasselhorst
Christa Hasselhorst (* 17. Mai 1953 in Schwelm) ist eine deutsche Journalistin und Autorin.

## Leben
Nach ihrer journalistischen Ausbildung arbeitete Christa Hasselhorst zunächst in Hamburg als Redakteurin für ein Wohnmagazin und Kulturredakteurin beim Hörfunk. Anschließend war sie als Pressesprecherin für die Staatsoper und das Thalia-Theater tätig. Seit 1997 ist sie freie Kulturjournalistin mit den Schwerpunkten Theater, Klassische Musik, Oper und Reisen.
Seit 2000 lebt Christa Hasselhorst in Potsdam. Hier hat sie eine Begeisterung,  die als Kind im Garten ihrer Großeltern geweckt wurde, wiederentdeckt: die Themen Pflanzen und Parks, Garten und Gartengeschichte. Menschen und deren Gärten sind seitdem ihre Passion. Darüber schreibt sie regelmäßig in Tageszeitungen und Magazinen und ist seit 2004 Gartenbuchautorin. 2010 gestaltete sie auf der Landesgartenschau Bad Essen/Schloss Ippenburg den Schaugarten „Gärtnerin aus Liebe“ und war eine der Referentinnen auf der Internationalen Gartenausstellung 2017 in Berlin.
Christa Hasselhorst ist Mitglied der Gesellschaft zur Förderung der Gartenkultur, hält Vorträge und Lesungen und führt durch öffentliche Parks und private Gärten.

## Werke
- Christa Hasselhorst: Meister der Gartenkunst. nicolai Verlag, Berlin 2004, ISBN 978-3-89479-138-4.
- Christa Hasselhorst, Ernst Wrba und Michael Pasdzior (Fotos): Schlösser und Gärten Deutschlands. Stürtz Verlag, Würzburg 2009 ISBN 978-3-8003-1936-7.
- Christa Hasselhorst: Der Park der Villa Hügel. Deutscher Kunstverlag, Berlin 2009, ISBN 978-3-422-02184-6.
- Christa Hasselhorst und Ursel Borstell: Themengärten: Inspirationen für Ihre Gartengestaltung. BLV Buchverlag, München 2010, ISBN 978-3835406339.
- Christa Hasselhorst und Ursel Borstell: Ein Garten für alle Jahreszeiten. Deutsche Verlagsanstalt, München 2010, ISBN 978-3421037756.
- Christa Hasselhorst und Hans Bach: Park Sanssouci. Edition Braus, Berlin 2012, ISBN 978-3862280261.
- Christa Hasselhorst und Ursel Borstell: Gärten zum Wohnen: Neue Ideen für Genießer. Deutsche Verlagsanstalt, München 2013, ISBN 97at8-3421039156.
- Christa Hasselhorst, Christiane Osterhof und Peter Meyer: Mein Garten, meine Zuflucht, mein Leben. Mundscheck Druck+Medien, Wittenberg 2013, ISBN 978-3000444913.
- Christa Hasselhorst und Ursel Borstell: Geliebte Küchengärten: Eine Reise durchs Schlaraffenland. Verlag Eugen Ulmer, Stuttgart 2014, ISBN 978-3800178391.
- Christa Hasselhorst: Peter Joseph Lenné: Vom Erschaffen der Landschaft. Edition Braus, Berlin 2014, ISBN 978-3862280919.
- Christa Hasselhorst und Ursel Borstell: Attraktive Terrassen und Sitzplätze: 100 Ideen für grüne Wohlfühlorte. Deutsche Verlagsanstalt, München 2015, ISBN 978-3421039446.
- Thomas Weiß, Christa Hasselhorst und andere: Flora, Fauna, Gartenfreunde: das Gartenreich Dessau-Wörlitz im Kreislauf der Natur. Verlag Janos Stekovics, Wettin-Löbejün 2015 ISBN 978-3899233520.
- Christa Hasselhorst und Marion Nickig: Faszination Grüne Gärten. Callwey, München 2015, ISBN 978-3766721709.
- Christa Hasselhorst: Entdeckungsreise einer Dilettantin zu Peter Joseph Lenné. Aufsatzsammlung zum Lenné-Symposium, Schriftenreihe J, Band 11 der Hochschule Neubrandenburg 2017, ISBN 978-3941968639.
- Christa Hasselhorst: Eden auf Erden: Die Liebe zwischen Mensch und Garten. Verlagshaus Römerweg und Deckchair by Corso, Wiesbaden 2020, ISBN 978-3737407601.
- Christa Hasselhorst: Zwischen Schlosspark und Küchengarten | DAS PARADIES IST ÜBERALL. Corso Verlag – Verlagshaus Römerweg, Wiesbaden 2021, ISBN 978-3737407649.

## Auszeichnungen
- Deutscher Gartenbuchpreis 2010 – Sonderpreis Gartenreiseführer – Christa Hasselhorst – Der Park der Villa Hügel
- Deutscher Gartenbuchpreis 2011 – Bestes Gartenportrait (zweiter Platz) – Christa Hasselhorst und Ursel Borstell – Ein Garten für alle Jahreszeiten
- Deutscher Gartenbuchpreis 2013 – Bester Gartenreiseführer – Christa Hasselhorst und Hans Bach – Park Sanssouci